# Léon Cugnot
Pour les articles homonymes, voir Cugnot.
Louis-Léon Cugnot, né à Vaugirard le 17 octobre 1835 et mort à Paris le 19 août 1894, est un sculpteur français, lauréat du prix de Rome en 1859.

## Biographie

### Jeunesse et formation
Léon Cugnot est le fils du sculpteur Étienne Cugnot.
Entré à l’École des beaux-arts de Paris en 1854, il suit l’enseignement des sculpteurs Georges Diebolt et Francisque Duret. Il remporte le premier grand prix de Rome de sculpture en 1859 pour Mézence blessé, préservé par l’intrépidité de son fils Lausos, prix partagé avec Alexandre Falguière. Il est pensionnaire de la villa Médicis à Rome de 1860 à 1863.

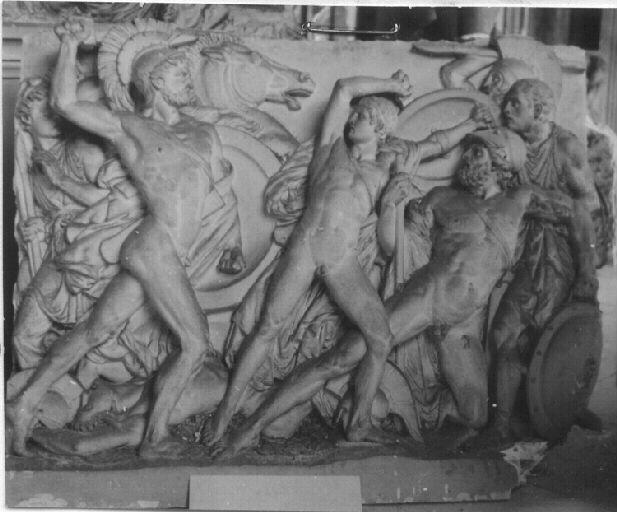
Mézence blessé, préservé par l’intrépidité de son fils Lausos (1859), Beaux-Arts de Paris.

### Carrière artistique
Pensionnaire de la Villa Médicis à Rome de 1860 à 1863, il envoie à Paris un plâtre de plus de deux mètres, Corybante étouffant les cris de Jupiter enfant, une de ses œuvres majeures, présentée au Salon de 1863 et dont le marbre fut installé au Jardin des Tuileries. Léon Cugnot expose pour la première fois au Salon de 1863 et il sera présent pratiquement chaque année jusqu’en 1889.
Traitant de sujets allégoriques ou mythologiques, Louis-Léon Cugnot reçoit des commandes pour le Palais de Justice de Paris, le Louvre, l’Opéra de Paris, l'Hôtel de Ville de Paris, l'Hôtel de Païva, pour les églises de la Trinité et de la Sorbonne.
La ville d'Arras lui passe deux commandes importantes : le Monument à Louis Crespel Delisse en bronze  et la statue de  Mgr Parisis en marbre.
Il travaille aussi en dehors de l'Europe. Il réalise avec l'architecte Edmond Guillaume, le Monument commémoratif du 2 mai 1866 à Lima au Pérou.

### Hommages et distinctions
- prix de Rome de sculpture en 1859,
- médaille de troisième classe au Salon de 1863,
- médaille au Salon de 1865,
- médaille de troisième classe à l'Exposition universelle de 1867 ,
- Il est nommé chevalier de la Légion d’honneur en 1874.

## Œuvres principales

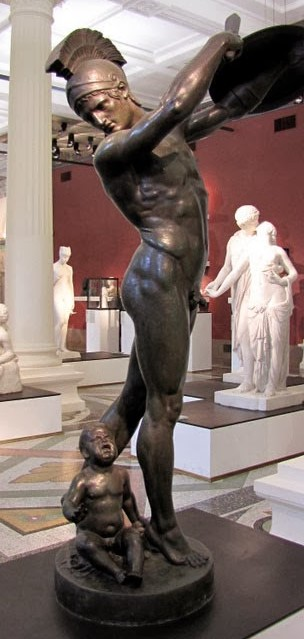
Corybante étouffant les cris de Jupiter enfant, Musée de Picardie, Amiens.

- Mézence blessé, préservé par l'intrépidité de son fils Lausus (1859) ;
- Corybante étouffant les cris de Jupiter enfant : statue en marbre présentée au Salon de 1863 et récompensée par une médaille de troisième classe ; acquise par l’État en 1875, elle fut exposée dans le jardin des Tuileries jusqu’en 1981 avant d’être affectée au musée d’Orsay ; une reproduction en bronze, fondue par l’atelier Thiébaut frères, est conservée au musée de Picardie à Amiens[3].
- Faune ivre, 1863, statue en bronze, exécutée pendant le séjour de l’artiste à Rome, elle est conservée au musée des Beaux-Arts de Lyon[4].
- hôtel de la Païva à Paris. Cet hôtel particulier de l’avenue des Champs-Élysées abrite deux œuvres de Cugnot : Amphitrite(1865), bas-relief en marbre blanc dans l’escalier, et une statue de Pétrarque[5].
- Cérès rendant la vie à Triptolème, (Salon de 1865) ;
- Deux Cariatides dans le salon des cariatides à l’hôtel de ville de Paris. Les maquettes ont été exposées au Salon de 1884[6].
- Saint Luc (1865), Paris, église de la Trinité ;
- La Loi protégeant l’Innocent et la Loi punissant le coupable (1866) ;
- La fileuse de Procida (1867) ;
- Le Patriotisme, 1868, statue en pierre, au niveau de la balustrade du premier étage du pavillon des États du palais du Louvre à Paris[7].
- Monument à Louis Crespel-Dellisse[8] : monument érigé par la Ville d’Arras et daté de 1867, il est situé à l’extrémité du cours de Verdun[9].
- Tombeau de Mgr Jean-François de La Marche, 1868, orant marbre de carrare, cathédrale Saint-Paul-Aurélien de Saint-Pol-de-Léon.
- Monument à la bataille de Callao, 1872, Lima, plaza Dos de Mayo. Orné d’une statue de la Victoire, il commémore la bataille remportée le 2 mai 1866 par les péruviens sur l’escadre espagnole ;
- Monument funéraire à l'évêque Pierre-Louis Parisis (Salon de 1872), cathédrale Notre-Dame-et-Saint-Vaast d'Arras[10].
- Napoléon assis sur un aigle (1869) : projet de monument non réalisé pour le centenaire de la naissance Napoléon Bonaparte[11], la maquette en plâtre est conservée à Paris au musée d’Orsay[12].
- Fileuse (1873) ;
- La Science (1874), Paris, église de la Sorbonne ;

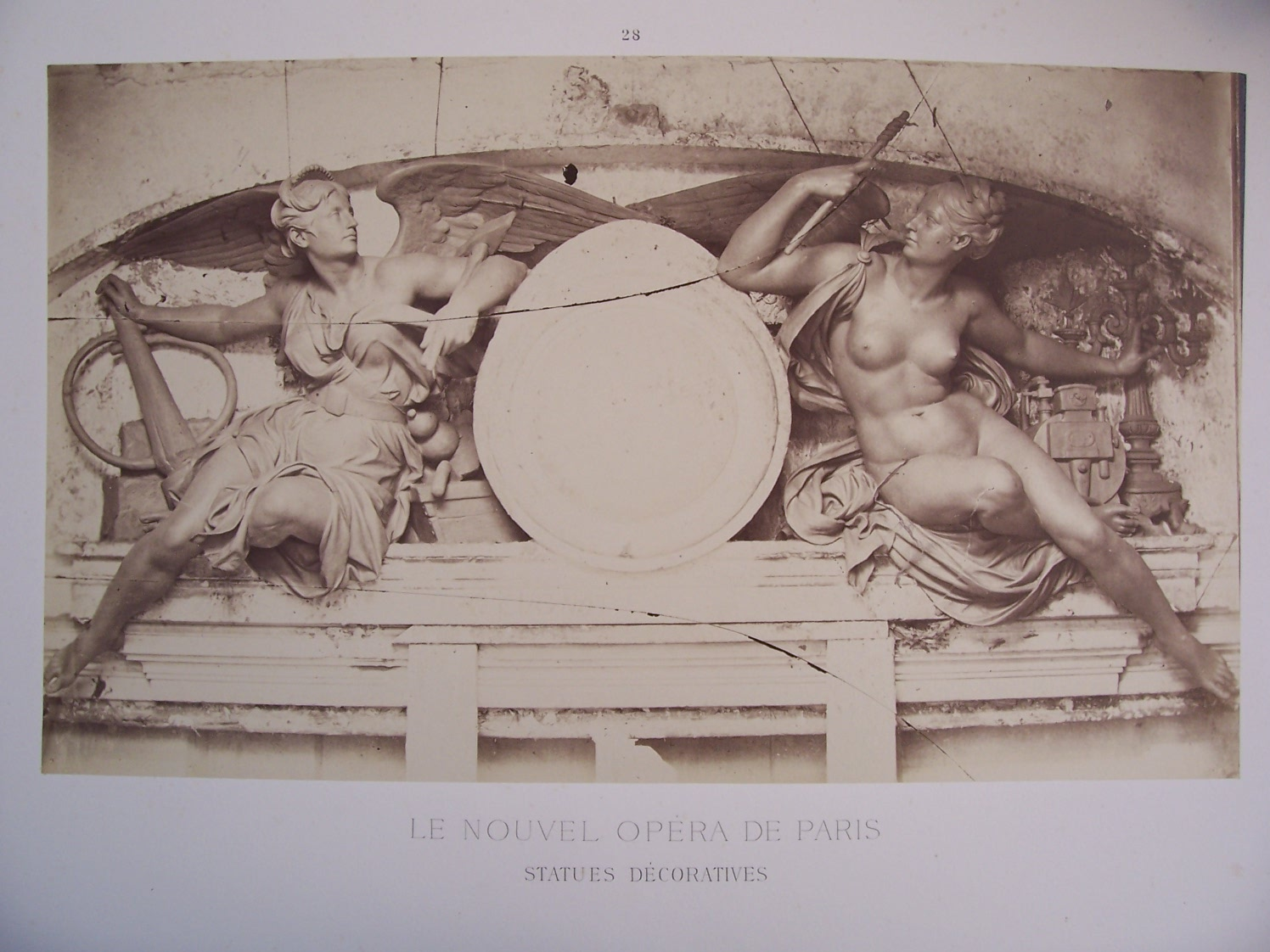
Le Pavage et le Gaz (1875), Paris, Opéra Garnier, avant-foyer.

- Tombe des généraux Clément-Thomas et Lecomte, (1876), Paris, cimetière du Père-Lachaise ;
- Mercure messager d'amour (Salon de 1878) ;
- Le Pavage et le Gaz, 1875, haut-relief, réalisé pour un dessus de porte placé dans l'avant-foyer de l’Opéra Garnier à Paris. La maquette au tiers, en plâtre, est conservée au musée d’Orsay[13].
- Monument à la mémoire des généraux Clément Thomas et Claude Lecomte, Paris, cimetière du Père-Lachaise. Le monument a été élevé par une souscription nationale sur une concession gratuite en 1875[14].
- Jeanne d'Arc à ses derniers moments (Salon de 1882) ;
- Les Saisons (1884) : quatre  vases monumentaux, en bronze, représentant les allégories des saisons dans les jardins de l’archevêché à Bourges, fabriqués  par la maison Christofle. Ils sont inscrits depuis 1990 à l’inventaire supplémentaire des monuments historiques[15].
- La Nuit et le Jour (1888), Paris, palais de justice ;
- Jeune fille (Salon de 1888),
- Le cardinal Richard, archevêque de Paris (Salon de 1894) ;
- Notre Dame de Juilly (Salon de 1889)[16].

Œuvres de Léon Cugnot
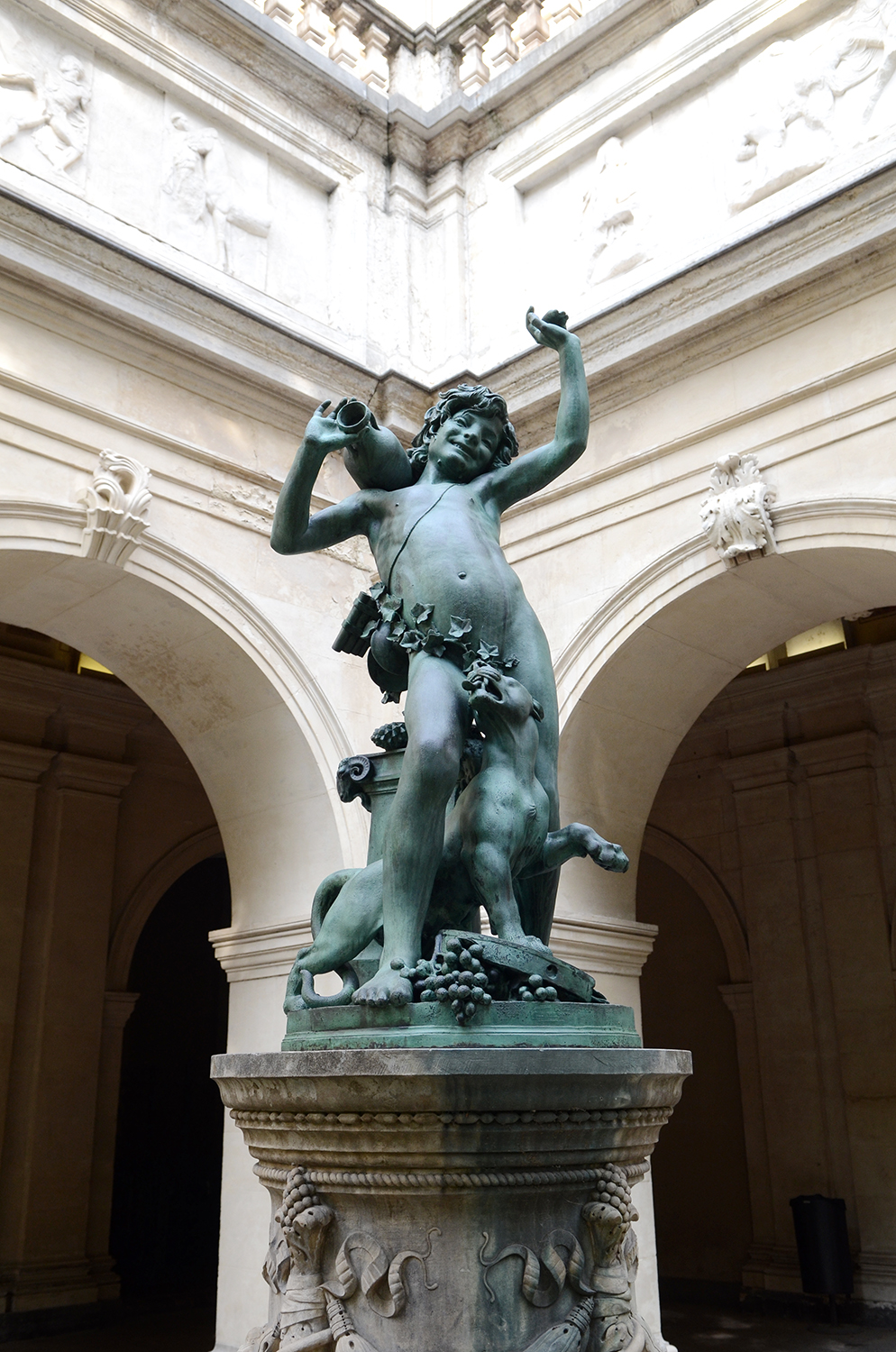
Faune ivre (1863), musée des Beaux-Arts de Lyon.
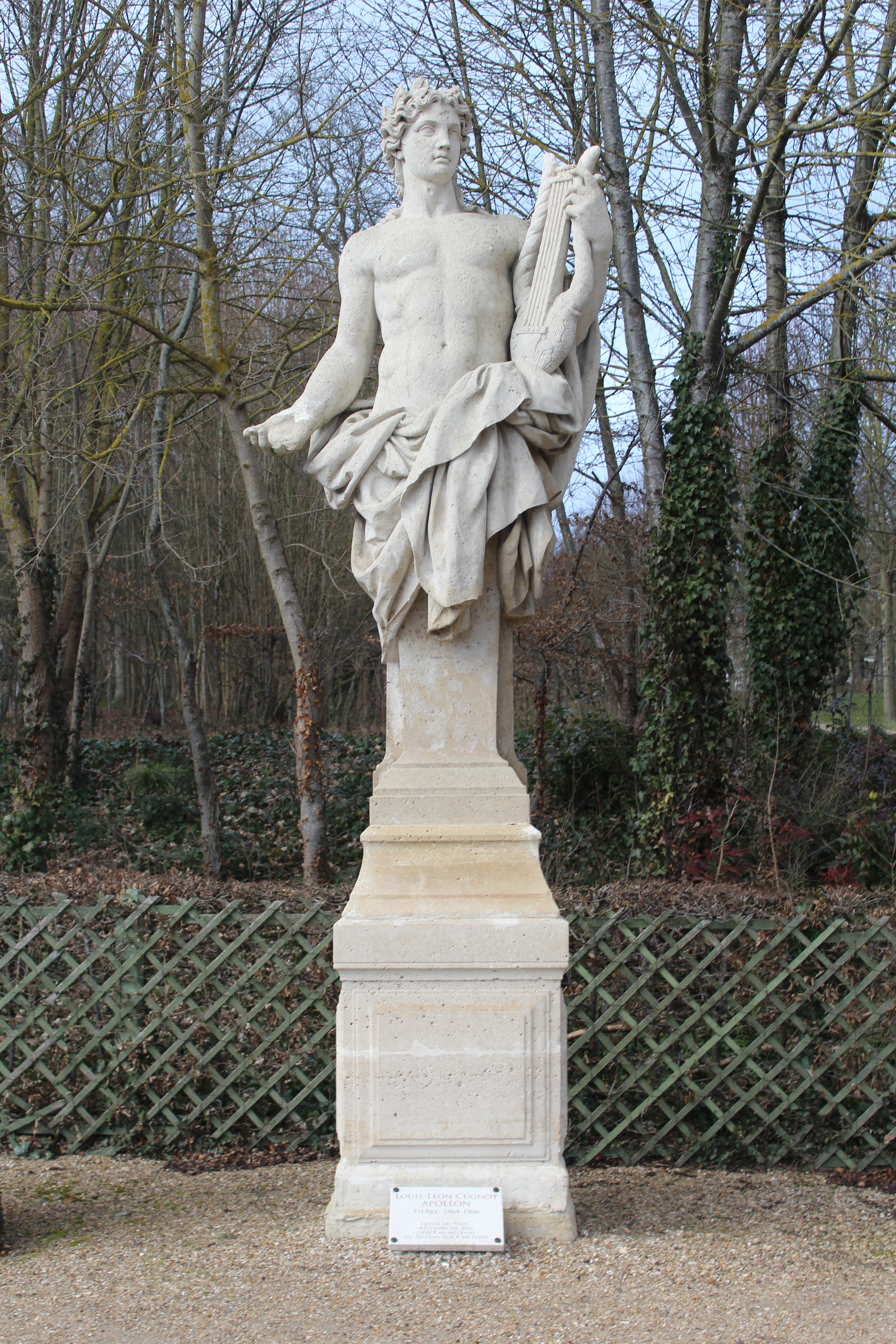
Apollon (1864-1866), parc de Saint-Cloud.
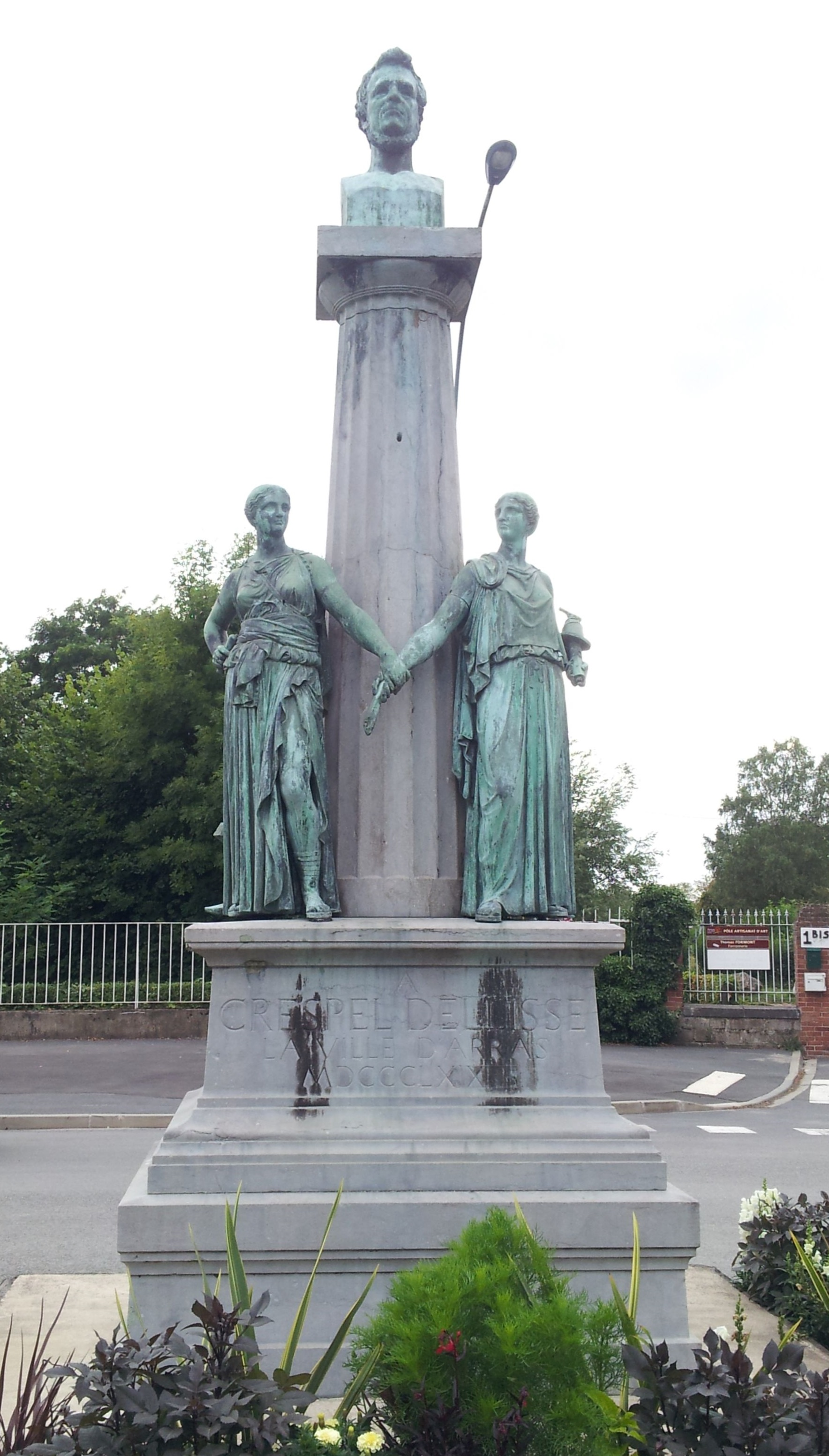
Monument à Louis Crespel-Dellisse (1867), Arras, cours de Verdun.
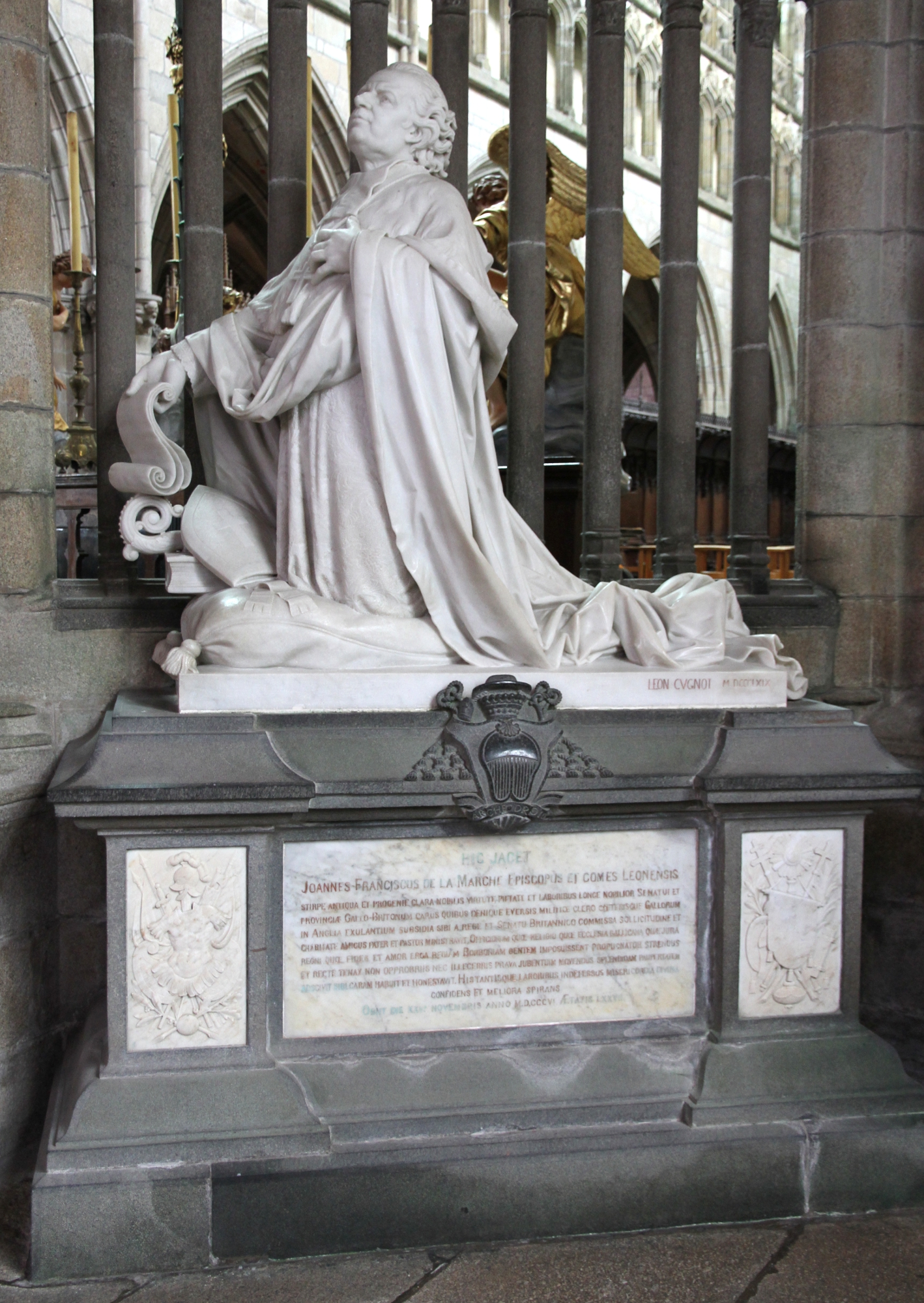
Tombeau de Mgr Jean-François de La Marche (1868), , cathédrale Saint-Paul-Aurélien de Saint-Pol-de-Léon.
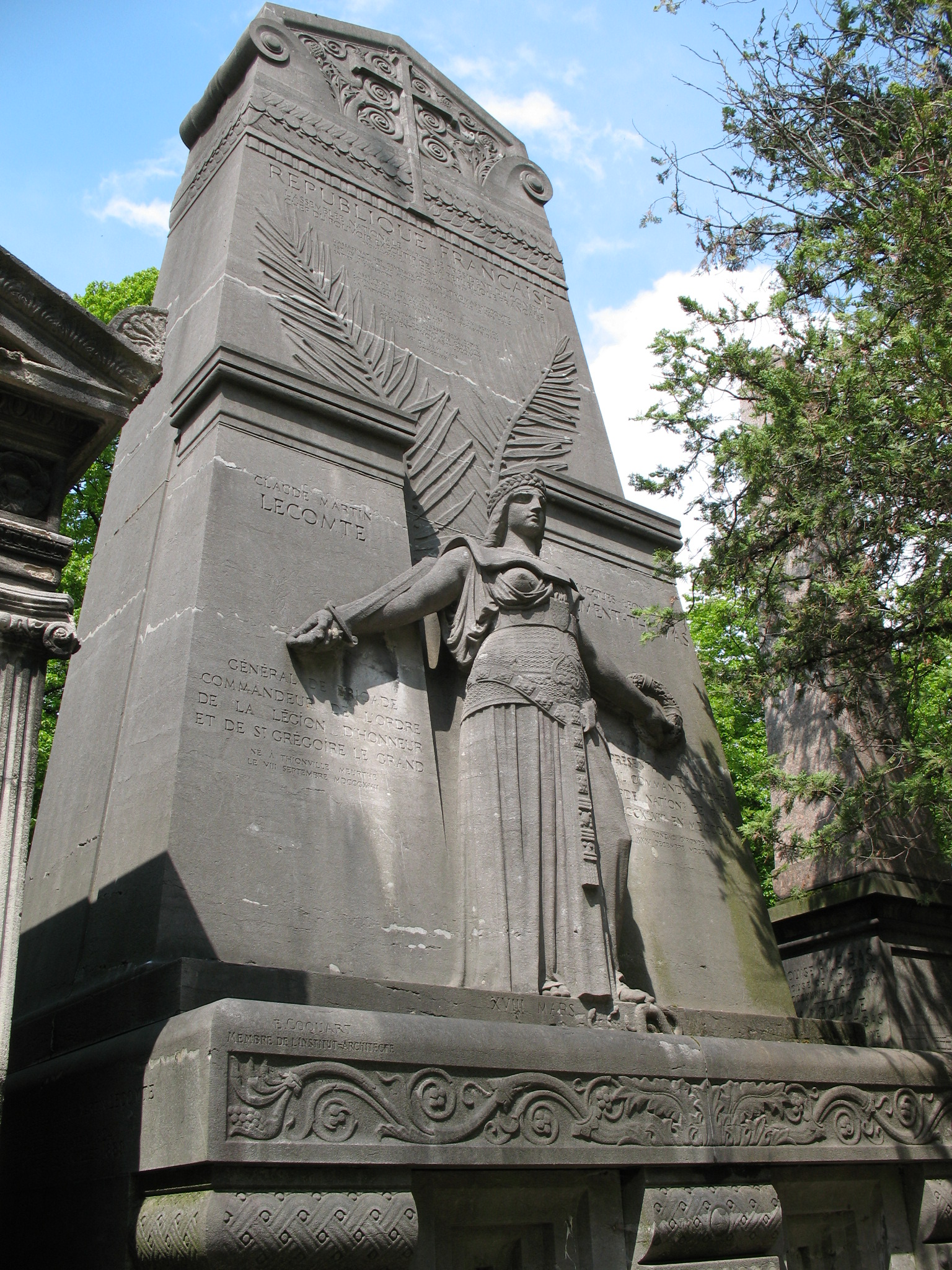
Monument aux généraux Clément-Thomas et Lecomte (1875), Paris, cimetière du Père-Lachaise.
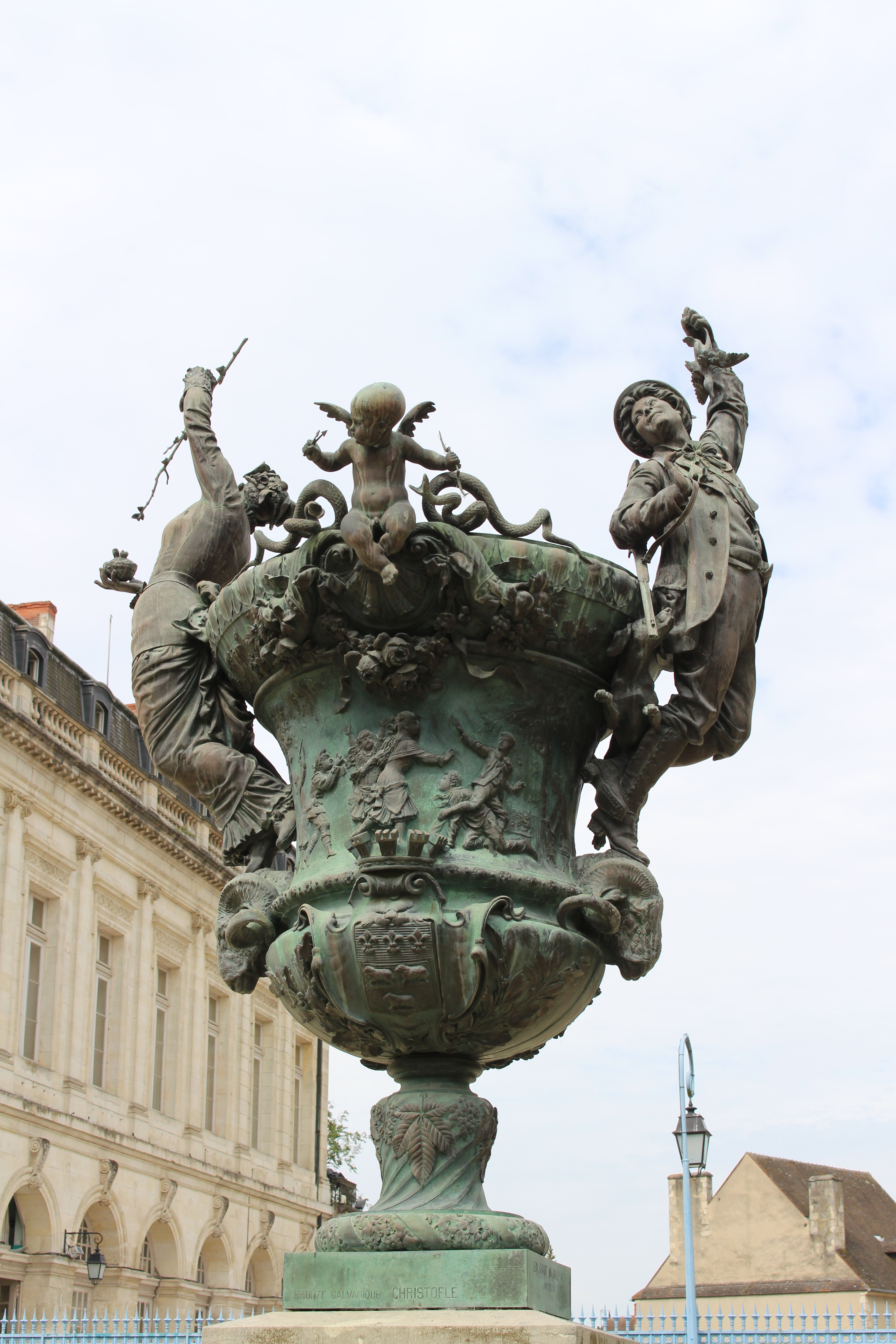
Les Saisons, Bourges, jardins de l’archevêché.